# 1838
Il 1838 (MDCCCXXXVIII in numeri romani) è un anno  del XIX secolo.

## Eventi
- 8 gennaio – Prima sperimentazione del Codice Morse.
- 31 maggio – America Latina: si scioglie l'unione tra Costa Rica, Guatemala, Honduras, Nicaragua, El Salvador e Los Altos (Repubblica Federale del Centro America).
- 28 giugno – Incoronazione della Regina Vittoria d'Inghilterra nell'abbazia di Westminster.
- 6 agosto – A Venezia viene fondata la congregazione delle Suore Maestre di Santa Dorotea.
- 1º settembre – L'imperatore Ferdinando I d'Austria si fa incoronare Re a Milano.
- 11 dicembre – Termina ufficialmente il sistema di proprietà feudale delle terre sarde del Regno Sabaudo: i comuni possono riscattare le proprietà ai feudatari tramite il versamento di quote pecuniarie, e assumere il diritto di riscuotere autonomamente imposte e diritti.
- Viene fondata da due farmacisti, John Lea e William Perrins di Worcester la Lea & Perrins che inizia la commercializzazione della salsa di origine inglese più famosa del mondo, detta appunto salsa Worcester.
- Christian Hermann Weisse formula per la prima volta la teoria delle due fonti, ipotesi di soluzione del problema sinottico.
- Friedrich Wilhelm Bessel esegue la prima misura della distanza di una stella (61 Cygni).
- Charles Wheatstone brevetta lo stereoscopio.
- Hascall e Moore realizzano negli Stati Uniti la prima mietitrebbia.

## Nati
Ci sono circa 410 voci su persone nate nel 1838; vedi la pagina Nati nel 1838 per un elenco descrittivo o la categoria Nati nel 1838 per un indice alfabetico.

## Morti

### Gennaio
- 2 gennaio - Vasilij Aleksandrovič Paškov, nobile e politico russo (n. 1764)
- 3 gennaio - Massimiliano di Sassonia, principe (n. 1759)
- 5 gennaio - Maria Cosway, artista e educatrice italiana (n. 1760)
- 7 gennaio - Josef Grassi, pittore e miniatore austriaco (n. 1757)
- 10 gennaio - Giuseppe Barbieri, architetto e ingegnere italiano (n. 1777)
- 13 gennaio - Ferdinand Ries, compositore e pianista tedesco (n. 1784)
- 13 gennaio - Ettore Romagnoli, compositore italiano (n. 1772)
- 17 gennaio - Daniello Berlinghieri, politico e ambasciatore italiano (n. 1761)
- 18 gennaio - Maria Luigia Pizzoli, pianista e compositrice italiana (n. 1817)
- 18 gennaio - Giovanni Portelli, vescovo cattolico italiano (n. 1768)
- 21 gennaio - Georg Ludwig Walch, filologo classico tedesco (n. 1785)
- 28 gennaio - George Calvert, politico statunitense (n. 1768)
- 30 gennaio - Osceola, condottiero nativo americano (n. 1804)

### Febbraio
- 1º febbraio - Karl von Moll, naturalista e politico austriaco (n. 1760)
- 3 febbraio - Marie Rivier, religiosa francese (n. 1768)
- 5 febbraio - Carlo Bocchi, avvocato, giudice e politico italiano (n. 1752)
- 6 febbraio - Piet Retief, generale e politico sudafricano (n. 1780)
- 7 febbraio - Francesco Saverio Petroni, politico e funzionario italiano (n. 1766)
- 11 febbraio - Marie-Benoîte-Joséphine Prévost de La Croix, filantropa, docente e nobile francese (n. 1759)
- 17 febbraio - Jacques-François Dujarié, abate e prete francese (n. 1767)
- 20 febbraio - Antonio Caccianino, matematico e ingegnere italiano (n. 1764)
- 20 febbraio - Karl Friedrich Heinrich, filologo classico tedesco (n. 1774)
- 21 febbraio - Giuseppe Ronchetti, letterato, storico e religioso italiano (n. 1752)
- 21 febbraio - Antoine-Isaac Silvestre de Sacy, orientalista, linguista e traduttore francese (n. 1758)
- 22 febbraio - Pietro Senn, imprenditore francese (n. 1767)
- 23 febbraio - Francesco Forti, giurista e magistrato italiano (n. 1806)
- 24 febbraio - Francesco Salvolini, egittologo italiano (n. 1809)
- 28 febbraio - Charles Thévenin, pittore francese (n. 1764)

### Marzo
- 1º marzo - Johannes Michael Friedrich Adams, botanico russo (n. 1780)
- 2 marzo - Victor Rifaut, compositore francese (n. 1799)
- 4 marzo - Antonio Capece Minutolo, politico, scrittore e nobile italiano (n. 1768)
- 7 marzo - Paine Wingate, politico statunitense (n. 1739)
- 12 marzo - Louis-François-Sébastien Fauvel, pittore, diplomatico e archeologo francese (n. 1753)
- 12 marzo - Virginia de Blasis, soprano italiana (n. 1807)
- 13 marzo - Poul Martin Møller, scrittore danese (n. 1794)
- 14 marzo - Giuseppe Maria Galleani, generale e politico italiano (n. 1762)
- 16 marzo - Carlo Boucheron, filologo classico italiano (n. 1773)
- 21 marzo - George Ramsay, IX conte di Dalhousie, nobile, ufficiale e diplomatico scozzese (n. 1770)
- 24 marzo - Thomas Attwood, compositore e organista inglese (n. 1765)
- 26 marzo - Ondřej Alois Ankwicz, arcivescovo cattolico polacco (n. 1777)
- 26 marzo - William H. Ashley, esploratore statunitense
- 29 marzo - Carlo Lasinio, incisore e museologo italiano (n. 1759)
- 30 marzo - Frédéric-César de La Harpe, politico svizzero (n. 1754)
- 31 marzo - Dmitrij L'vovič Naryškin, nobile russo (n. 1764)

### Aprile
- 3 aprile - Francesco Antommarchi, medico francese (n. 1780)
- 3 aprile - Georg Dubislav Ludwig von Pirch, generale prussiano (n. 1763)
- 11 aprile - Piet Uys, generale sudafricano (n. 1797)
- 12 aprile - Johann Adam Möhler, teologo tedesco (n. 1796)
- 17 aprile - Johanna Schopenhauer, scrittrice e poetessa tedesca (n. 1766)
- 20 aprile - Nikolaj Nikolaevič Novosel'cev, politico russo (n. 1761)
- 23 aprile - Michele Arditi, antiquario, avvocato e archeologo italiano (n. 1746)

### Maggio
- 1º maggio - Antoine Louis Dugès, naturalista e medico francese (n. 1797)
- 10 maggio - José Aparicio, pittore spagnolo (n. 1773)
- 11 maggio - Thomas Andrew Knight, agronomo britannico (n. 1759)
- 11 maggio - Ignaz von Rudhart, giurista e politico tedesco (n. 1790)
- 14 maggio - Auguste Julien Bigarré, generale francese (n. 1775)
- 17 maggio - Charles-Maurice de Talleyrand-Périgord, nobile, politico e diplomatico francese (n. 1754)
- 19 maggio - Richard Colt Hoare, archeologo, antiquario e scrittore inglese (n. 1758)
- 23 maggio - Jan Willem Janssens, militare e politico olandese (n. 1762)
- 29 maggio - Anna Milder-Hauptmann, soprano austriaco (n. 1785)

### Giugno
- 4 giugno - Anselme Gaëtan Desmarest, zoologo e medico francese (n. 1784)
- 5 giugno - Franz Wilhelm Schweigger-Seidel, chimico tedesco (n. 1795)
- 7 giugno - Laure Junot d'Abrantès, scrittrice francese (n. 1784)
- 14 giugno - Maximilian von Montgelas, politico tedesco (n. 1759)
- 15 giugno - Estanislao López, militare e politico argentino (n. 1786)
- 20 giugno - Giovanni Battista De Cristoforis, letterato e scrittore italiano (n. 1785)
- 20 giugno - Giuseppe Saitta, vescovo cattolico italiano (n. 1768)
- 24 giugno - Izydor Borowski, militare polacco
- 25 giugno - François-Nicolas-Benoît Haxo, ingegnere, generale e nobile francese (n. 1774)
- 25 giugno - Domenico Henares de Zafra Cubero, vescovo cattolico e santo spagnolo (n. 1765)
- 28 giugno - Friedrich Accum, chimico tedesco (n. 1769)

### Luglio
- 3 luglio - Mihrimah Sultan, principessa ottomana (n. 1812)
- 5 luglio - Jean Marc Gaspard Itard, medico, pedagogista e educatore francese (n. 1774)
- 10 luglio - Giulio Foscolo, militare italiano (n. 1787)
- 10 luglio - George Osborne, VI duca di Leeds, politico inglese (n. 1775)
- 11 luglio - Louis-Robert Goust, architetto francese (n. 1761)
- 12 luglio - Ignazio Clemente Delgado, vescovo cattolico e missionario spagnolo (n. 1761)
- 16 luglio - Stefano Manca di Tiesi, nobile e generale italiano (n. 1767)
- 18 luglio - Pierre Louis Dulong, chimico e fisico francese (n. 1785)
- 20 luglio - Pulteney Malcolm, ammiraglio britannico (n. 1768)
- 21 luglio - Johann Nepomuk Mälzel, inventore, ingegnere e showman tedesco (n. 1772)
- 22 luglio - Achille Fontanelli, nobile, generale e politico italiano (n. 1775)
- 24 luglio - Frédéric Cuvier, zoologo francese (n. 1773)
- 26 luglio - Wilhelm Anton von Klewitz, politico prussiano (n. 1760)
- 27 luglio - Johann Christoph Wendland, botanico tedesco (n. 1755)
- 28 luglio - Bernhard Henrik Crusell, compositore, clarinettista e traduttore finlandese (n. 1775)
- 28 luglio - Agostino Lascaris di Ventimiglia, politico italiano (n. 1776)
- 28 luglio - Enrico Carlo di Württemberg, duca (n. 1772)

### Agosto
- 8 agosto - Carlo Balabio, generale italiano (n. 1759)
- 10 agosto - Stefano Sanvitale, politico e filantropo italiano (n. 1764)
- 13 agosto - Pietro Scotti, pittore italiano (n. 1768)
- 14 agosto - Yukhannan VIII Hormizd, patriarca cattolico ottomano (n. 1760)
- 17 agosto - Alessandro Aleandri, politico e scrittore italiano (n. 1762)
- 17 agosto - Lorenzo Da Ponte, presbitero, poeta e librettista italiano (n. 1749)
- 21 agosto - Ignazio Simone II Zora, patriarca cattolico ottomano (n. 1754)
- 21 agosto - Adelbert von Chamisso, poeta, scrittore e botanico francese (n. 1781)
- 21 agosto - Christian Christoph Clam-Gallas, nobile e mecenate boemo (n. 1771)
- 22 agosto - Nicolas Brazier, poeta, cantautore e drammaturgo francese (n. 1783)
- 22 agosto - Jan Verveer, generale olandese (n. 1775)
- 26 agosto - Giovanna Elisabetta Bichier des Ages, religiosa francese (n. 1773)
- 29 agosto - Edmund Ignatius Rice, pedagogista irlandese (n. 1762)
- 31 agosto - Bonifacio Frigerio, politico italiano (n. 1764)

### Settembre
- 1º settembre - William Clark, esploratore statunitense (n. 1770)
- 3 settembre - Franz von Scholl, ufficiale e ingegnere tedesco (n. 1772)
- 3 settembre - Sante Viola, avvocato e storico italiano (n. 1773)
- 4 settembre - Tancredi Falletti di Barolo, nobile italiano (n. 1782)
- 5 settembre - Charles Percier, architetto francese (n. 1764)
- 8 settembre - Giovanni Maria Cavasanti, militare italiano (n. 1774)
- 8 settembre - Pietro Rovelli, violinista e compositore italiano (n. 1793)
- 13 settembre - Federico di Hohenzollern-Hechingen, principe (n. 1776)
- 14 settembre - Prospero Mallerini, pittore italiano (n. 1761)
- 15 settembre - Aleksandra von Engelhardt, nobildonna russa (n. 1754)
- 18 settembre - Robert Smith, I barone Carrington, banchiere e politico inglese (n. 1752)
- 26 settembre - Giacomo De Maria, scultore italiano (n. 1762)
- 27 settembre - Bernard Courtois, chimico francese (n. 1777)

### Ottobre
- 1º ottobre - Charles Tennant, imprenditore e chimico scozzese (n. 1768)
- 3 ottobre - Falco Nero,  nativo americano (n. 1767)
- 8 ottobre - Prosper Garnot, medico e naturalista francese (n. 1794)
- 15 ottobre - Letitia Elizabeth Landon, scrittrice e poetessa inglese (n. 1802)
- 16 ottobre - William Vitruvius Morrison, architetto irlandese (n. 1794)
- 17 ottobre - Vittoria Savorelli, nobile italiana (n. 1817)
- 20 ottobre - John Fitchett, poeta inglese (n. 1776)
- 23 ottobre - Joseph Lancaster, pedagogo inglese (n. 1778)

### Novembre
- 2 novembre - Caetano Pires Pereira, missionario e vescovo cattolico portoghese (n. 1769)
- 10 novembre - Ivan Petrovyč Kotljarevs'kyj, scrittore, poeta e commediografo ucraino (n. 1769)
- 14 novembre - Giovanni Antonio Benvenuti, cardinale e vescovo cattolico italiano (n. 1765)
- 14 novembre - José Ferreira Borges, giurista e politico portoghese (n. 1786)
- 17 novembre - François Broussais, medico francese (n. 1772)
- 24 novembre - Pietro Vo Dang Khoa, presbitero vietnamita (n. 1790)
- 24 novembre - Pierre Dumoulin-Borie, vescovo cattolico e missionario francese (n. 1808)
- 24 novembre - Giuseppe Gaudenzio Mazzola, pittore italiano (n. 1748)
- 26 novembre - Antonio Morrocchesi, attore teatrale italiano (n. 1768)
- 27 novembre - Georges Mouton, generale francese (n. 1770)

### Dicembre
- 9 dicembre - Pierre-René Choudieu, politico, generale e rivoluzionario francese (n. 1761)
- 12 dicembre - Carl Philipp von Wrede, generale tedesco (n. 1767)
- 13 dicembre - Giuseppangelo de Fazio, vescovo cattolico italiano (n. 1801)
- 15 dicembre - Luigi Cremani, giurista e magistrato italiano (n. 1748)
- 17 dicembre - Luiz Joaquim dos Santos Marrocos, archivista portoghese (n. 1781)
- 20 dicembre - François Pouqueville, diplomatico, scrittore e storico francese (n. 1770)
- 20 dicembre - Kaspar Maria von Sternberg, geologo, botanico e teologo ceco (n. 1761)
- 21 dicembre - Amedeo Bruno di Samone, vescovo cattolico italiano (n. 1754)
- 25 dicembre - Antonia Maria Verna, religiosa italiana (n. 1773)
- 26 dicembre - Philippe-Antoine Merlin de Douai, politico e giurista francese (n. 1754)
- 27 dicembre - Costantino di Löwenstein-Wertheim-Rosenberg, nobile tedesco (n. 1802)
- 28 dicembre - Jérôme-Martin Langlois, pittore francese (n. 1779)

### Senza giorno specificato
- José Bonifácio de Andrada e Silva, patriota brasiliano (n. 1763)
- Paolo Brambilla, compositore italiano (n. 1787)
- David Buchan, ufficiale e esploratore scozzese (n. 1780)
- René Caillié, esploratore francese (n. 1799)
- Antoine-Laurent Castellan, pittore, architetto e incisore francese (n. 1772)
- Carlo Cicognani, medico, scienziato e patriota italiano (n. 1783)
- Francesco Clerico, coreografo italiano (n. 1755)
- Erik Gustaf Göthe, scultore svedese (n. 1779)
- Yusuf Karamanli, politico e corsaro ottomano (n. 1770)
- Giovanni Kreglianovich Albinoni, scrittore, librettista e drammaturgo italiano (n. 1777)
- Zachary Macaulay, politico inglese (n. 1768)
- Stefano Murialdo, scultore italiano (n. 1776)
- Baksh Nasikh, poeta indiano (n. 1776)
- Giovanni Pacini, architetto italiano (n. 1778)
- Giuseppe Maria Parascandolo, archeologo e grecista italiano
- James Allan Park, giurista britannico (n. 1763)
- Aleksandr Ivanovič Poležaev, poeta russo (n. 1806)
- Marcus Gjøe Rosenkrantz, politico norvegese (n. 1762)
- Bernardino Sotgiu, poeta italiano
- Mariana Starke, scrittrice e viaggiatrice britannica (n. 1762)
- Teresa Strinasacchi, soprano italiana (n. 1768)
- Bachisio Sulis, poeta italiano (n. 1795)
- Francisco Javier Venegas (n. 1754)
- Rashid I bin Humaid Al Nuaimi, politico emiratino
- Husayn III d'Algeri,  ottomano (n. 1765)

## Calendario
| Calendario 1838 | Calendario 1838 | Calendario 1838 | Calendario 1838 | Calendario 1838 | Calendario 1838 | Calendario 1838 | Calendario 1838 | Calendario 1838 | Calendario 1838 | Calendario 1838 | Calendario 1838 | Calendario 1838 | Calendario 1838 | Calendario 1838 | Calendario 1838 | Calendario 1838 | Calendario 1838 | Calendario 1838 | Calendario 1838 | Calendario 1838 | Calendario 1838 | Calendario 1838 | Calendario 1838 | Calendario 1838 | Calendario 1838 | Calendario 1838 | Calendario 1838 | Calendario 1838 | Calendario 1838 | Calendario 1838 | Calendario 1838 | Calendario 1838 |
| --------------- | --------------- | --------------- | --------------- | --------------- | --------------- | --------------- | --------------- | --------------- | --------------- | --------------- | --------------- | --------------- | --------------- | --------------- | --------------- | --------------- | --------------- | --------------- | --------------- | --------------- | --------------- | --------------- | --------------- | --------------- | --------------- | --------------- | --------------- | --------------- | --------------- | --------------- | --------------- | --------------- |
|                 | 1               | 2               | 3               | 4               | 5               | 6               | 7               | 8               | 9               | 10              | 11              | 12              | 13              | 14              | 15              | 16              | 17              | 18              | 19              | 20              | 21              | 22              | 23              | 24              | 25              | 26              | 27              | 28              | 29              | 30              | 31              |                 |
| Gennaio         | Lu              | Ma              | Me              | Gi              | Ve              | Sa              | Do              | Lu              | Ma              | Me              | Gi              | Ve              | Sa              | Do              | Lu              | Ma              | Me              | Gi              | Ve              | Sa              | Do              | Lu              | Ma              | Me              | Gi              | Ve              | Sa              | Do              | Lu              | Ma              | Me              |                 |
| Febbraio        | Gi              | Ve              | Sa              | Do              | Lu              | Ma              | Me              | Gi              | Ve              | Sa              | Do              | Lu              | Ma              | Me              | Gi              | Ve              | Sa              | Do              | Lu              | Ma              | Me              | Gi              | Ve              | Sa              | Do              | Lu              | Ma              | Me              |                 |                 |                 |                 |
| Marzo           | Gi              | Ve              | Sa              | Do              | Lu              | Ma              | Me              | Gi              | Ve              | Sa              | Do              | Lu              | Ma              | Me              | Gi              | Ve              | Sa              | Do              | Lu              | Ma              | Me              | Gi              | Ve              | Sa              | Do              | Lu              | Ma              | Me              | Gi              | Ve              | Sa              |                 |
| Aprile          | Do              | Lu              | Ma              | Me              | Gi              | Ve              | Sa              | Do              | Lu              | Ma              | Me              | Gi              | Ve              | Sa              | Do              | Lu              | Ma              | Me              | Gi              | Ve              | Sa              | Do              | Lu              | Ma              | Me              | Gi              | Ve              | Sa              | Do              | Lu              |                 |                 |
| Maggio          | Ma              | Me              | Gi              | Ve              | Sa              | Do              | Lu              | Ma              | Me              | Gi              | Ve              | Sa              | Do              | Lu              | Ma              | Me              | Gi              | Ve              | Sa              | Do              | Lu              | Ma              | Me              | Gi              | Ve              | Sa              | Do              | Lu              | Ma              | Me              | Gi              |                 |
| Giugno          | Ve              | Sa              | Do              | Lu              | Ma              | Me              | Gi              | Ve              | Sa              | Do              | Lu              | Ma              | Me              | Gi              | Ve              | Sa              | Do              | Lu              | Ma              | Me              | Gi              | Ve              | Sa              | Do              | Lu              | Ma              | Me              | Gi              | Ve              | Sa              |                 |                 |
| Luglio          | Do              | Lu              | Ma              | Me              | Gi              | Ve              | Sa              | Do              | Lu              | Ma              | Me              | Gi              | Ve              | Sa              | Do              | Lu              | Ma              | Me              | Gi              | Ve              | Sa              | Do              | Lu              | Ma              | Me              | Gi              | Ve              | Sa              | Do              | Lu              | Ma              |                 |
| Agosto          | Me              | Gi              | Ve              | Sa              | Do              | Lu              | Ma              | Me              | Gi              | Ve              | Sa              | Do              | Lu              | Ma              | Me              | Gi              | Ve              | Sa              | Do              | Lu              | Ma              | Me              | Gi              | Ve              | Sa              | Do              | Lu              | Ma              | Me              | Gi              | Ve              |                 |
| Settembre       | Sa              | Do              | Lu              | Ma              | Me              | Gi              | Ve              | Sa              | Do              | Lu              | Ma              | Me              | Gi              | Ve              | Sa              | Do              | Lu              | Ma              | Me              | Gi              | Ve              | Sa              | Do              | Lu              | Ma              | Me              | Gi              | Ve              | Sa              | Do              |                 |                 |
| Ottobre         | Lu              | Ma              | Me              | Gi              | Ve              | Sa              | Do              | Lu              | Ma              | Me              | Gi              | Ve              | Sa              | Do              | Lu              | Ma              | Me              | Gi              | Ve              | Sa              | Do              | Lu              | Ma              | Me              | Gi              | Ve              | Sa              | Do              | Lu              | Ma              | Me              |                 |
| Novembre        | Gi              | Ve              | Sa              | Do              | Lu              | Ma              | Me              | Gi              | Ve              | Sa              | Do              | Lu              | Ma              | Me              | Gi              | Ve              | Sa              | Do              | Lu              | Ma              | Me              | Gi              | Ve              | Sa              | Do              | Lu              | Ma              | Me              | Gi              | Ve              |                 |                 |
| Dicembre        | Sa              | Do              | Lu              | Ma              | Me              | Gi              | Ve              | Sa              | Do              | Lu              | Ma              | Me              | Gi              | Ve              | Sa              | Do              | Lu              | Ma              | Me              | Gi              | Ve              | Sa              | Do              | Lu              | Ma              | Me              | Gi              | Ve              | Sa              | Do              | Lu              |                 |